# كونور ميرفي (لاعب هوكي الجليد)
كونور ميرفي (بالإنجليزية: Connor Murphy)‏ هو لاعب هوكي الجليد أمريكي، ولد في 26 مارس 1993 في دبلن في الولايات المتحدة.

## وصلات خارجية
- كونور ميرفي على موقع دوري الهوكي الوطني (الإنجليزية)
- كونور ميرفي على موقع EliteProspects.com (الإنجليزية)
- كونور ميرفي على موقع Eurohockey.com (الإنجليزية)
- كونور ميرفي على موقع HockeyDB.com (الإنجليزية)
- كونور ميرفي على موقع Hockey-Reference.com (الإنجليزية)